# Зельняков, Евгений Иванович
Зельняков Евгений Иванович (род. 1 марта 1947) — Герой Советского Союза, командир отдельной вертолетной эскадрильи (254-я овэ) 40-й армии Краснознамённого Туркестанского военного округа (ограниченный контингент советских войск в Демократической Республике Афганистан), подполковник.

## Биография
Родился 1 марта 1947 года в городе Житомире (Украина) в семье военного лётчика. Русский. Член КПСС с 1974 года. Окончил 11 классов.
В Советской армии с 1965 года. В 1968 году окончил Сызранское высшее военно-авиационное училище лётчиков (по курсу среднего военного училища). Проходил службу в Краснознамённых Дальневосточном, Белорусском и Туркестанском военных округах, в Группе советских войск в Германии.
С 1980 года Е. И. Зельняков — в составе ограниченного контингента советских войск в Афганистане, где совершил более 500 боевых вылетов.
В 1986 году Е. И. Зельняков окончил Военно-воздушную академию имени Ю. А. Гагарина. 
Проходил службу в должности заместителя командира вертолётного полка.
В 1992 году вышел в запас по состоянию здоровья. Проживает в городе Зеленоград.

## Звание Герой Советского Союза
Указом Президиума Верховного Совета СССР от 7 мая 1982 года подполковнику Зельнякову Евгению Ивановичу — "За мужество и героизм, проявленные при оказании интернациональной помощи Демократической Республике Афганистан, присвоено звание Героя Советского Союза с вручением ордена Ленина и медали «Золотая Звезда» (№ 11474).

## Награды
- Медаль «Золотая Звезда»;
- орден Ленина;
- орден Красной Звезды;
- медали.